# Комарув-Гурни
Комарув-Гурни (пол. Komarów Górny) — село в Польщі, у гміні Комарув-Осада Замойського повіту Люблінського воєводства.
Населення — 49 осіб (2011).
У 1975-1998 роках село належало до Замойського воєводства.

## Демографія
Демографічна структура станом на 31 березня 2011 року:
|          | Загалом | Допрацездатний вік | Працездатний вік | Постпрацездатний вік |
| -------- | ------- | ------------------ | ---------------- | -------------------- |
| Чоловіки | 19      | 5                  | 11               | 3                    |
| Жінки    | 30      | 9                  | 11               | 10                   |
| Разом    | 49      | 14                 | 22               | 13                   |